# Юкары-Газберон
Юкары-Газберон (узб. Yuqori Gʻazberon / Юқори Ғазберон) — посёлок городского типа, расположенный на территории Ромитанского района Бухарской области Республики Узбекистан.

Статус посёлка городского типа с 2009 года.